# 科尔角
科爾角（英語：Cole Point）是南極洲的海岬，位於瑪麗伯德地，處於迪安島南端，美國地質調查局根據測量和美國海軍拍攝的空中照片繪入地圖，現時由南極條約體系管理。